# Auricoste
Auricoste est un horloger français.
Il est partenaire de la Marine Nationale française.

## Historique
La Maison Auricoste a été fondée en 1854 par Émile Thomas,.
Il est rejoint en 1864 par Antoine Redier, un autre horloger.
Parmi les clients se trouve Georges-Ernest Fleuriais. Ce dernier les convainc les deux hommes de présenter leurs produits aux services de la Marine et au Bureau de l’Observatoire. Les montres Thomas répondent aux exigences de la Marine.
L'entreprise est reprise à la fin du XIXe siècle par Joseph Auricoste. Il fournit des horloges à l’Élysée, au Sénat, et à la Banque de France, mais également aux armées, à l’approche de la Première Guerre mondiale, avec environ 30 000 chronographes commandés,. Entre les deux guerres, Joseph Auricoste développe et diversifie son activité, allant des montres-bijoux pour dames fortunées aux chronographes sportifs destinés aux pistes d’athlétisme, en passant par des instruments de mesure, comme des baromètres. Il est aussi fournisseur d’horloges pour les bâtiments de la Marine Nationale. Il équipe par exemple le croiseur lourd Tourville et le cuirassé Richelieu.
Après la Seconde Guerre mondiale, Joseph Auricoste est élu au Conseil de la Société Chronométrique de France.
Après la retraite de Joseph Auricoste, c'est son fils Pierre qui dirige l'entreprise.
En 1953, la marque lance la Type 20, une montre-bracelet chronographe spécialement conçue pour les pilotes de chasse de l’Armée de l’air française.
En 1954, le Ministère de la Défense passe un appel d’offres pour une montre. Les montres Auricoste sont sélectionnées par l’armée, aux côtés de Breguet, Vixa et Dodane. Ainsi, 2000 chronographes Auricoste Type 20 sont livrés, la plupart équipant les pilotes de l’Aéronavale.
En 1980, la marque Auricoste est rachetée par Claude Tordjmann et Valentin Belfy, hommes d’affaires déjà importateurs des chronographes Hanhart pour la France.